# Karl-Fischer-Titration

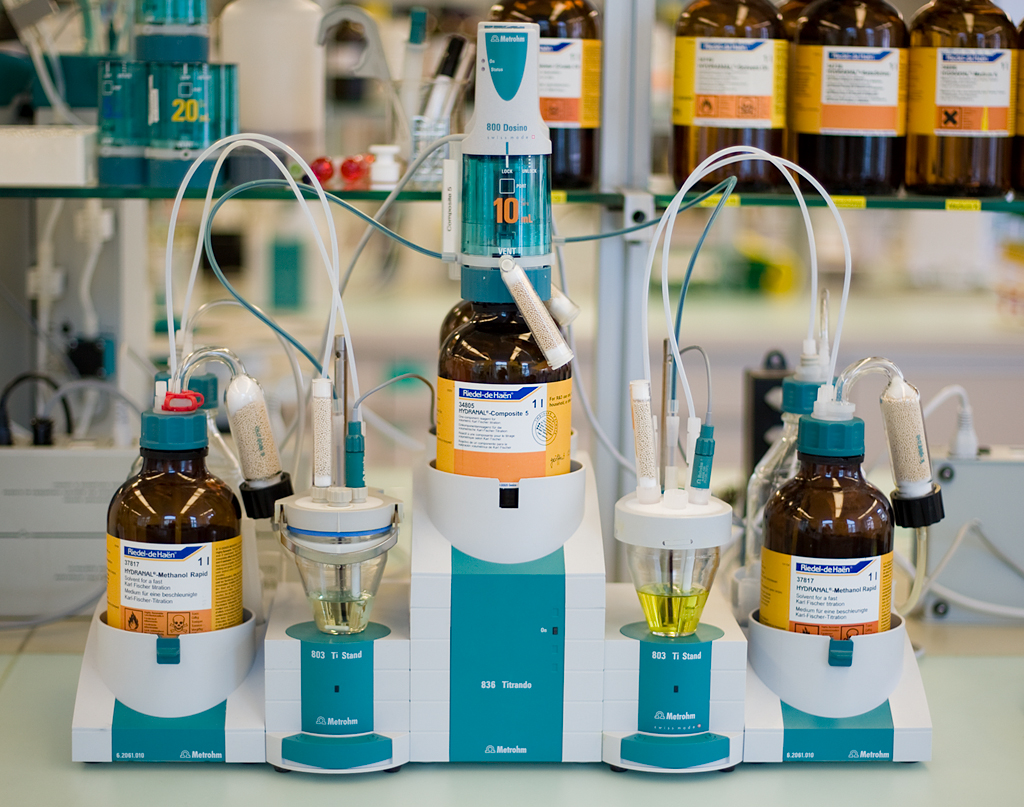
Ein Karl-Fischer-Titrator

Unter der Karl-Fischer-Titration (auch einfach KFT genannt) versteht man die quantitative Wasserbestimmung durch Titration. Das Verfahren wurde 1935 vom deutschen Chemiker Karl Fischer, bei der Lazăr Edeleanu GmbH, entwickelt. Es fand Eingang in praktisch alle Arzneibücher. Gelegentlich werden auch die anglisierten Bezeichnungen Karl Fisher Titration oder Fisher Titration verwendet.

## Theorie
Das Verfahren ist für die quantitative Bestimmung von Wasser spezifisch. In der ursprünglichen Form besteht es in der Titration von Wasser mit einer wasserfreien methanolischen Lösung, die Iod, Schwefeldioxid und überschüssiges Pyridin als Puffer enthält. In modernen Reagenzlösungen dienen statt Pyridin andere weniger unangenehme und gefährliche Komponenten zur Pufferung. Helga Hoffmann und Eugen Scholz führten 1982 hierfür Imidazol als schnelles und zuverlässiges Reagenz ein. Die maximale Reaktionsgeschwindigkeit stellt sich zwischen pH 5,5 und 8 ein. Dementsprechend nutzt man basische Komponenten wie Imidazol für saure Proben und saure Komponenten wie Salicylsäure für basische Proben. Im Handel sind Ein- und Zweikomponentenreagenzien erhältlich. Methanol kann durch andere Alkohole ersetzt werden, welche die Titerstabilität verbessern.
Die Stöchiometrie (Molverhältnis H2O:I2) hängt von der Art des Lösungsmittels ab. Alkoholhaltige Lösungsmittel führen zu einer Stöchiometrie von H2O:I2 1:1, während nicht alkoholhaltige Lösungsmittel eine Stöchiometrie von 2:1 ergeben. Auch die Wassermenge in der Probe beeinflusst das Molverhältnis. Dies tritt jedoch erst ab ca. 1 mol/l des Lösungsmittels auf.

## Chemische Reaktion
Entscheidend für das Verfahren ist, dass Schwefeldioxid und Iod nur in Anwesenheit von Wasser miteinander reagieren. Bei Abwesenheit von Alkoholen ergibt sich folgende Reaktion:
{\displaystyle \mathrm {2\,H_{2}O+SO_{2}+I_{2}\longrightarrow SO_{4}^{2-}+2\,I^{-}+4\,H^{+}} }
Ist Methanol in der Lösung vorhanden, so bildet es mit Schwefeldioxid einen sauren Ester, der durch die Base (z. B. Imidazol, im Folgenden als „RN“ bezeichnet) neutralisiert wird:
{\displaystyle \mathrm {CH_{3}OH+SO_{2}+RN\longrightarrow (RNH)\cdot (CH_{3}OSO_{2})} }
Bei der Titration, bei der als Maßlösung Iod in Methanol eingesetzt wird, wird das Methylsulfit-Anion in Anwesenheit von Wasser durch das Iod  zum Methylsulfat-Anion oxidiert. Das gelbbraune Iod wird dabei zum farblosen Iodid reduziert: 
{\displaystyle \mathrm {(RNH)\cdot (CH_{3}OSO_{2})+I_{2}+H_{2}O+2\,RN\longrightarrow (RNH)\cdot (CH_{3}OSO_{3})+2\,(RNH)\cdot I} }
Bei diesem Vorgang wird Wasser verbraucht, die Reaktion kann also nur so lange ablaufen, bis das gesamte in der Probe enthaltene Wasser verbraucht ist. 
Ist kein Wasser mehr vorhanden, wird zudosiertes Iod nicht mehr reduziert. Dessen braune Farbe dient der visuellen Endpunktsindikation. In der Praxis werden bevorzugt elektrometrische Indikationen (speziell Biamperometrie) verwendet, da sie empfindlicher und genauer sind.
Bei der coulometrischen Karl-Fischer-Titration wird das für die Reaktion erforderliche Iod durch anodische Oxidation von Iodid erzeugt. Die hierfür eingesetzten Geräte haben zwei Elektrodenpaare:
- eine Arbeitselektrode, an der Iod erzeugt wird (hier wird auch die „verbrauchte“ Ladung gemessen)
- eine Messelektrode, an der gemessen wird, ob das erzeugte Iod durch die oben beschriebenen Reaktionen abgebaut wird oder in der Lösung verbleibt (Endpunkt).

Für diese Geräte sind spezielle coulometrische Reagenzien erforderlich.

## Volumetrisches Verfahren
Ein Vorteil des volumetrischen Verfahrens im Vergleich zum coulometrischen Verfahren ist der geringere apparative Aufwand. 
Eine Anwendung des volumetrischen Verfahrens ist auch dann möglich, wenn die Probe gefärbt ist. Hier wird der Endpunkt der Titration UV/VIS-spektrofotometrisch detektiert.